# Palazzo Minerbetti

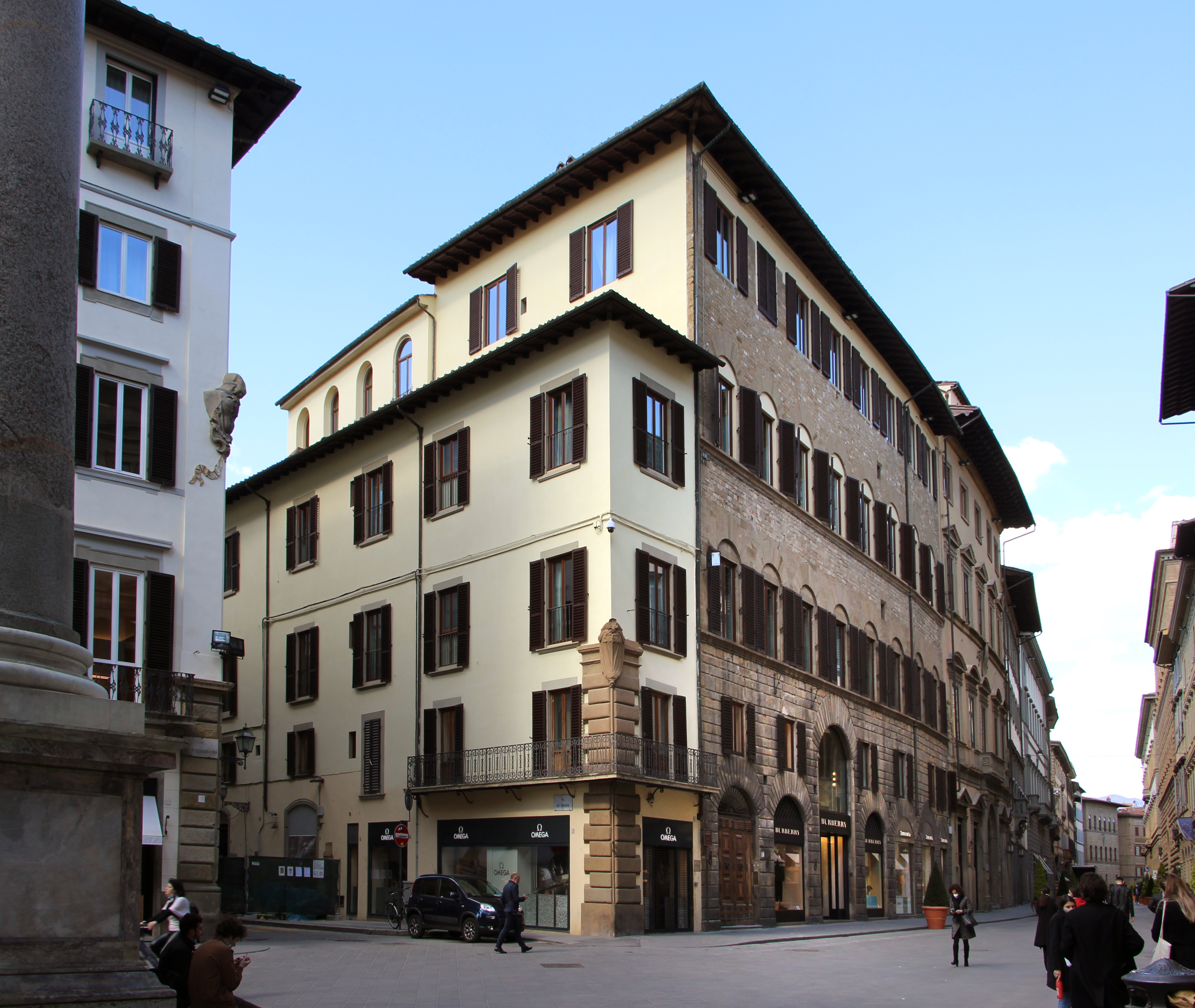
Palazzo Minerbetti

O Palazzo Minerbetti é um palácio de Florença que se encontra na esquina da Via dei Tornabuoni com a Via del Parione, com um canto virado à Piazza Santa Trinita.

## História

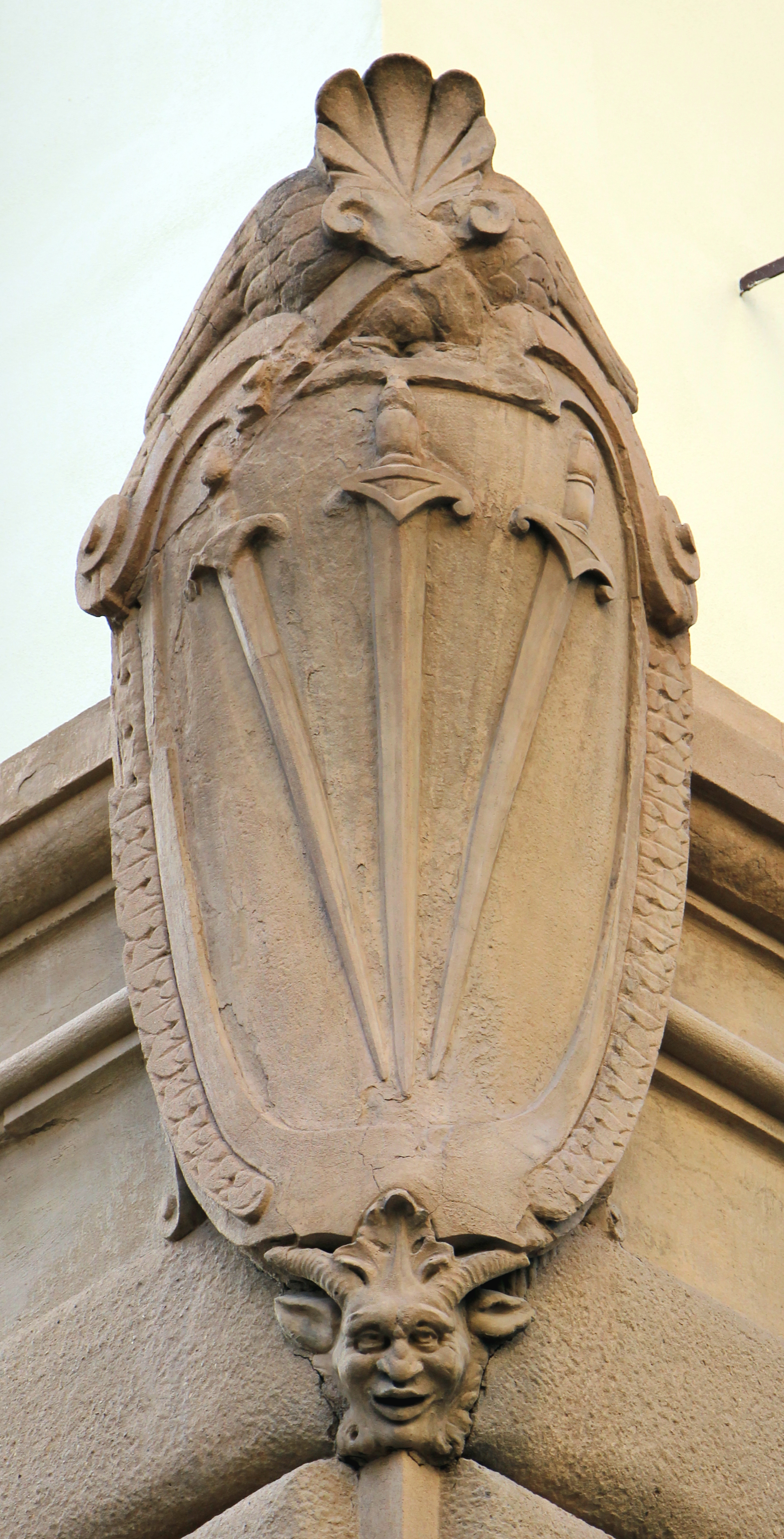
Brasão dos Minerbetti na esquina do palácio.

O palácio original remonta ao século XIII ou inícios do século XIV, quando foi mandado edificar pela família Bombeni, tendo sido adquirido na segunda metade do século XV pelos Minerbetti, uma antiga família, aparentemente de origem inglesa, ligada à fuga dos Becket depois da execução do Arcebispo da Cantuária Thomas, já proprietários de outros edifícios na zona.
Na década de 1730 foi reconstruída a escadaria e reestruturado o terraço na esquina com a Via del Parione; em 1761 foi realizada uma Alcova e uma capela privada pelo arquitecto Pier Giovanni Fabbroni, com a decoração a fresco de Diacinto Fabbroni, o qual pintou, também, um quadro para o altar com o Martirio di San Tommaso Beckett ("Martírio de São Tomás Becket").
No dia 2 de Julho de 1767 o palácio teve a honre de hospedar os Grão-duques para assistirem ao Palio di San Giovanni Gualberto ("Festas de São Giovanni Gualberto Giovanni Gualberto"): na ocasião foi reordenado o terraço através da remoção dum caramanchão e da colocação de draparias de preciosos tecidos brancos e rosas federados por cores amarelo ouro.

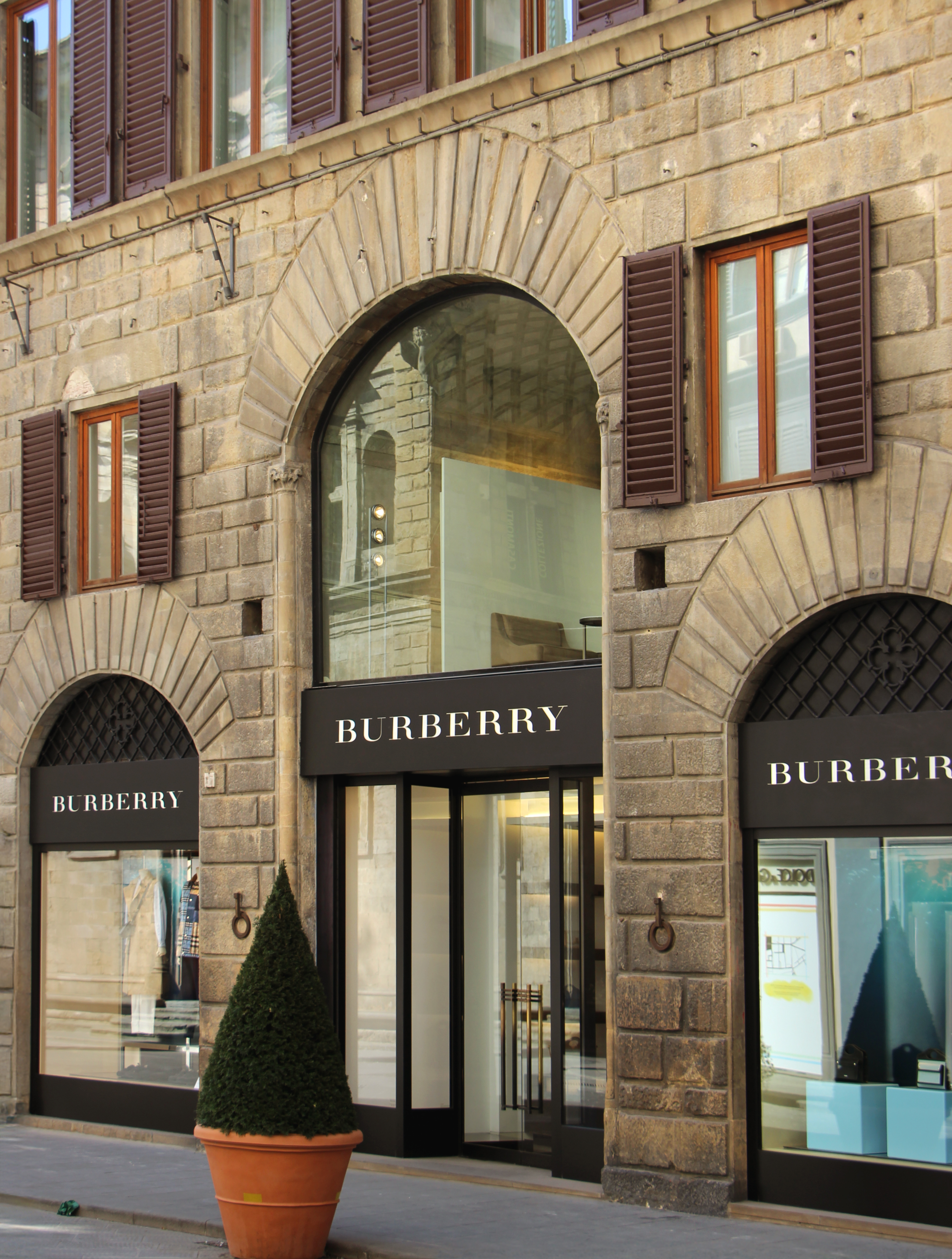
Os portais, correspondendo o central a uma antiga viela.

Em 1771 a família extinguiu-se e o palácio passou para os Santini e, posteriormente, para os Buonvisi Montecatini, de Lucca.
No século XIX foi destinado a servir de albergaria, função que conserva até à actualidade nos últimos andares, sendo adquirido em seguida pela Compagnia Fondiaria.

## Arquitectura
O palácio apresenta-se hoje em dia num estilo predominantemente tardo-medieval, com um colmeado rústico sobre todo o piso térreo da portaria, o que dá um aspecto sólido ao edifício. Possui oito janelas por andar, mas uma gravura oitocentista mostra apenas seis. 
Entre os portais do andar térreo, um é excepcionalmente alto: isto deve-se ao facto de ali passar, antigamente, uma viela sob o que era chamado de Volta dei Minerbetti (Abóbada dos Minerbetti), ligando a Via Tornabuoni com a estreita Via del Purgatorio.
Na esquina está presente um corpo que aparece como um edifício diferente, embora se trate do mesmo palácio, que tem aqui uma grande varanda à altura do piano nobile (andar nobre), ornada com uma balaustrada em ferro forjado. Esta varanda foi sobrepujada no século XIX, quando foram elevados os dois andares superiores comunicantes com o resto do palácio. É nesta esquina que se encontra, também, o brasão dos Minerbetti.